# Orde van Burgerlijke Verdienste (Saksen)
De Orde van Bugerlijke Verdienste (Duits: Der Königlich Sächsische Verdienstorden", tot 1849 ook wel "Zivilverdienstorden" genoemd) was een orde van verdienste van het Koninkrijk Saksen. Op 24 september 1849 werd de naam "Verdienstorden" officieel vastgelegd.
De Saksische koning Frederik Augustus heeft in 1815 zijn terugkeer in zijn koninkrijk, hij was als trouw bondgenoot van Napoleon een geallieerd krijgsgevangene geweest, luister bijgezet met het instellen van een ridderorde. Saksen bezat al een militaire onderscheiding, de Militaire Orde van Sint-Hendrik en een hoforde in de vorm van de Orde van de Kroon van Wijnruit. Nu werd met een moderne Orde van Burgerlijke Verdienste (Duits: Zivielverdienstorden) een stap in de richting van het democratiseren van het Saksische decoratiestelsel gezet. Deze orde was immers niet alleen voor officieren en hofadel gedacht maar zou verdiensten op allerlei vlak waaronder de handel en de wetenschap belonen. Vrouwen werden in de Duitse staten in de meeste ridderorden nietopgenmen, dat gold ook voor deze orde.
De orde kreeg drie graden en de dragers van de vierde graad, de Medaille voor Burgerlijke Verdienste werden geacht de vierde graad binnen de orde te vormen.
Op 24 september 1849 werd de orde van nieuwe statuten voorzien waarin werd vastgelegd dat het een "algemene orde van verdienste voor de Koninklijk Saksische onderdanen" zou zijn die de staat van nut zouden zijn geweest of zich hadden onderscheiden door hun burgerlijke deugd". Met dit besluit ging de strikt burgerlijke natuur van de orde verloren. Het aantal graden werd in 1849 uitgebreid tot zeven; Grootkruis, Commandeur Ie Klasse, Commandeur IIe Klasse, Ridder, Klein Kruis, Gouden Medaille en Zilveren Medaille. Het besluit maakte mogelijk dat de versierselen in het vervolg "met de Zwaarden" zouden worden uitgereikt aan verdienstelijke militairen. Dat gebeurde tijdens de Duitse Oorlog in 1866 voor het eerst. De in 1848 in Saksen met geweld onderdrukte revolutie noopte de koning om met een groot aanal onderscheidingen te trouw van zijn aanhangers te belonen en zich van die van anderen met onderscheidingen en eerbewijzen te verzekeren. Daarom werd in 1850 een derde Saksische orde, de Albrechtsorde ingesteld. Zo kon de Orde van Burgerlijke Verdienste exclusief blijven.
In 1858 werd het zilveren Erekruis van de Orde van Verdienste ingevoerd. Dit kruis werd in 1871 weer afgeschaft en vervangen door het ridderkruis IIe klasse. In datzelfde jaar verving een zilveren Kruis van Verdienste de Gouden Medaille verbonden aan de Orde van Verdienste.
Tijdens de Frans-Duitse Oorlog van 1870/71 werd het besluit genomen om in het vervolg kruisen met Zwaarden aan de ring uit te reiken aan personen die eerder een benoeming met de Zwaarden hadden verworven en nu werden vevorderd voor burgerlijke verdiensten. Saksen volgde hier het Pruisische voorbeeld.

## De graden van de orde
- De Saksische koning was de grootmeester van de orde

De Grootmeester droeg ex officio een kruis met een kroon. De Grootmeester droeg dit kruis aan een lint om de hals of als miniatuur op een "Schnalle"op de borst.
- Grootkruis

De grootkruisen droegen een groot kruis van de orde aan een breed lint over de rechterschouder. Op de linkerborst werd een ster gedragen.
- Commandeur der Eerste Klasse

Deze commandeurs (vergelijkbaar met een Grootofficier) droegen hetzelfde kruis als de Grootkruisen aan een lint om de hals en een plaque op de linkerborst.
- Commandeur der Tweede Klasse

Deze commandeurs droegen hun grote kruis aan een lint om de hals.
- Ridder

De ridder droeg een geëmailleerd gouden kruis aan een smal lint op de linkerborst.
- Klein Kruis, na 18 maart 1858 Erekruis, na 31 januari 1876 ridder der Tweede Klasse.

Het kleine kruis was van zilver. De ridder der Tweede Klasse droeg een gouden kruis aan een smal lint op de linkerborst.
- Gouden Medaille van Verdienste, na 31 januari 1876 Kruis van Verdienste

De gouden medaille en het kruis werden aan een smal lint op de linkerborst gedragen.
- Zilveren Medaille van Verdienste, na 31 januari 1876 Zilveren Kruis van Verdienste.

De zilveren medaille en het kruis werden aan een smal lint op de linkerborst gedragen.
De kruisen van de orde droegen bij de Saksische onderdanen de woorden "Für Verdienste und Treue". Vreemdelingen werden natuurlijk niet geacht trouw te zijn aan de Saksische vorsten en op hun kruisen stond dan ook na 1829 "Dem Verdienste". Deze wijziging werd pas in 1849 gepubliceerd. Onder vreemdelingen werden tot 1866 ook de onderdanen van Beieren, Württemberg, Baden en Hessen die geen deel uitmaakten van de Noord-Duitse Bond verstaan. Na de Duitse eenheid in 1871 werden alle niet-Duitse onderdanen als vreemdeling beschouwd.
In 1891 werd besloten dat men de kruisen in het vervolg met kroon zou verlenen. Boven ieder kruis werd nu een beugelkroon als verhoging bevestigd. De kruisen werden na 1910 ook allen wat boller met een op het kruis gelegd medaillon.

## De benoemingen
De Saksische Orde van Burgerlijke Verdienste werd vrij spaarzaam uitgereikt. In de jaren 1815 - 1918 zijn de volgende aantallen benoemingen geteld.
- 384 kruisen van verdienste mèt en 4650 kruisen zonder zwaarden in de twee modellen.
- 1860 ridderkruisen mèt en 980 kruisen zonder zwaarden in de twee modellen.

Het eerste model waarvan tien exemplaren werden uitgereikt met zwaarden is uiterst zeldzaam. De civiele modellen zijn met 6500 stuks daarentegen vrij algemeen. Dit eerste model had geen geëmailleerde ring. De kruisen dragen de stempels van de hofjuweliers Rösner en Scharffenberg maar zijn verder niet gemerkt.
- Er werden in de jaren tot 1905 2000 gouden Ridderkruisen verleend. In de daaropvolgende jaren zag men 600 kruisen mèt en 810 kruisen zonder zwaarden in de twee modellen.

Over de aantallen uitgereikte groot-en commandeurskruisen zijn alleen globale cijfers bekend. Er werden 13 kruisen "met zwaarden aan de ring" verleend en 235 kruisen met de zwaarden. Daartegenover staan 795 kruisen zonder de zwaarden. Het evenwicht in de orde bleef dus ten gunste van burgerlijke benoemingen bewaard. Een benoeming in de
Orde van Burgerlijke Verdienste was steeds meer in aanzien, en dus meer gezocht, dan een decoratie van dezelfde rang in de Albrechtsorde. Op de antiquiteitenmarkt is een kruis of ster van de Orde van Burgerlijke Verdienste tweemaal zoveel op als een vergelijkbaar versiersel van de Albrechtsorde. De versierselen moesten na de dood van de drager tot 1945 aan de Saksische regering en diens rechtsopvolgers, tussen 1933 en 1945 was dat het Duitse Rijk, worden geretourneerd.

## De versierselen
Zoals overal in Duitsland werden de versierselen steeds ingewikkelder van vorm. Ridderorden en onderscheidingen beleefden in de 19e eeuw een hoogconjunctuur en zij werden veel gedragen waarbij de standsbewuste edellieden, officieren en burgers er op stonden dat en onderscheiding precies bij hùn rang en maatschappelijke positie pasten. Zo kwamen er ook in deze orde al snel versierselen met de zwaarden voor de militairen en versierselen met de zwaarden aan de ring voor diegenen die in een oorlog waren onderscheiden en daarna in vredestijd werden bevorderd. Er zijn geen ridderkruisen met zwaarden aan de ring verleend, deze versiering wordt alleen bij commandeurs- en grootkruisen aangetroffen.
In 1891 werd de ster achtpuntig in plaats van zespuntig zoals in de voorgaande jaren. In datzelfde jaar kregen de groot- en commandeurskruisen als verhoging en verbinding met het lint een gouden beugelkroon.
Het grootkruis was gelijk aan het kruis van de Commandeur Ie of IIe Klasse.
In 1905 besloot de Saksische regering op de zeer kostbare, want massief gouden, kruisen van de hoogste drie graden te bezuinigen. De hofjuwelier Rothe in Wenen kreeg opdracht om verguld zilveren kruisen te leveren. In de daaropvolgende jaren werden de kruisen steeds eenvoudiger -en dus goedkoper- uitgevoerd. Het aantal onderdelen nam af en in 1891 werden kruisen besteld die uit één stuk te vergulden zilver bestonden. In 1912 werd ook bezuinigd op het medaillon, dat werd nu niet meer met de hand geschilderd maar opgelegd. Ondanks de bezuinigingen werd ook in de Eerste Wereldoorlog niet overgegaan tot het gebruik van oorlogsmetaal.
De Kanselarij van de Saksische orden was zeer nauwgezet in het terugvorderen van de versierselen van overleden leden van de orde. De nabestaanden van de gedecoreerde staatshoofden waren zeer puctueel in het terugzenden van versierselen, bij anderen moest soms worden aangedrongen. Om zich te verzekeren van terugzending van de versierselen werd aan iedere decorandus een zogenaamd "revers" gestuurd. De decorandus werd verzocht om op het revers te tekenen voor de maatregelen die waren genomen om na zijn overlijden zeker te zijn van de voorgeschreven teruggave van de versierselen.
De teruggestuurde versierselen werden zo mogelijk van een nieuw lint voorzien en hergebruikt. Wanneer dat niet mogelijk was dan werden ze omgesmolten. Door deze praktijk kwam het voor dat Saksische kruisen uit het midden van de 19e eeuw nog in de 20e eeuw in omloop werden gebracht. De geborduurde sterren werden zelden opnieuw gebruikt omdat ze snel vuil en sleets werden. Na 1850 was het uitreiken van geborduurde sterren niet langer gebruikelijk. Ook de sterren van zilverblik leenden zich niet voor een tweede gebruik. Het kwam voor de oude massief gouden versierselen van vóór 1905 na teruggave werden voorzien van verguld zilveren zwaarden waarmee ze tijdens de Eerste Wereldoorlog werden uitgereikt.
In 1915 werd besloten dat de tijdens de oorlog verleende versierselen in het bezit van de nabestaanden van de gedecoreerden mochten blijven.
De Orde van Burgerlijke Verdienste komt ook voor met een boven het medaillon opgelegd Kruis van Genève om verdiensten voor het Rode Kruis aan te duiden. Deze versierselen zijn slechts eenmaal toegekend; aan Prins Johan George van Saksen (1869 - 1938). Hij was tijdens de Eerste Wereldoorlog President van het Saksische Rode Kruis.
- Het kleinood is een achtpuntig wit geëmailleerd gouden of verguld zilveren kruis met vier kronen van wijnruit in de armen. Op de witte ring rond het witte medaillon met het Saksische wapen staat"FR. AVG.K.V.SACHSEN.D.7.IUN.1815" op de keerzijde staat in het medaillon "Für Verdienst und Treue" en is de ring met een eikenkrans bedekt. Bij de kruisen van verdienste en het kruis van de Ridder IIe Klasse ontbreken de kroon en de vier wijnruitkronen.
- Het grootkruis onderscheidt zich alleen in grootte van het kruis van de ridders.

Uit de archieven kan worden opgemaakt dat het om de volgende aantallen kruisen voor de drie hoogste rangen gaat:
- - 400 grote kruisen van het eerste model zonder de zwaarden.
  - 30 grote kruisen van het eerste model model met de zwaarden.
  - 5 grote kruisen van het eerste model met zwaarden aan de ring.
  - 200 grote kruisen van het tweede model zonder zwaarden in massief goud
  - ongeveer grote 350 kruisen van het tweede model zonder zwaarden in verguld zilver
  - ongeveer grote 45 kruisen van het tweede model met zwaarden in massief goud
  - 5 grote kruisen van het tweede model met zwaarden en opgelegd wapen in het medaillon
  - 8 grote kruisen van het tweede model met zwaarden aan de ring.

Dankzij de teruggaveplicht ligt het aantal benoemingen iets hoger.
- Het kruis van een Ridder Ie Klasse werd in twee modellen en verschillende uitvoeringen uitgereikt.
  - klein gouden kruis met beschilderd medaillon tot 1876
  - klein gouden kruis met beschilderd medaillon met zwaarden tot 1876
- klein verguld zilveren kruis met opgelegd wapen (1905 - 1911 )
  - ongeveer 2000 massief gouden kruisen
  - ongeveer 350 verguld zilveren kruisen
  - ongeveer 200 verguld zilveren kruisen mat zwaarden
- De ster had in de jaren tot 1891 zes punten, in dat jaar werden dat de meer gebruikelijke acht punten.[4] Wanneer men het grootkruis met zwaarden droeg werden gekruiste zwaarden onder het medaillon gelegd. Wanneer men zwaarden aan de ring van het grootkruis droeg werden kleine gekruiste zwaardjes op de bovenzijde van de ster gemonteerd.
- De zilveren plaque was rechthoekig en droeg hetzelfde medaillon als de ster. Wanneer men zwaarden aan de ring droeg werden kleine gekruiste zwaardjes op de bovenzijde van de plaque gemonteerd. Er zijn ook plaques waarbij gekruiste zwaarden onder het medaillon zijn gelegd.
- De Kruisen van Verdienste zijn gelijk aan de ridderkruisen maar de kroon boven het kruis, de vier wijnruitkronen en de emaille ontbreken.
- Het lint was wit met twee brede groene strepen. Er zijn geen gouden kruisen met zwaarden aan de ring bekend.
- Er is geen keten en er zijn geen versierselen met diamanten uitgereikt.
- Net als in Oostenrijk werden de kruisen en medailles oorspronkelijk aan een driehoekig lint op de borst gedragen. Na de gedwongen uitsluiting van Oostenrijk uit de Duitse Bond nam Saksen de Pruisische tradities over.
- Koning Frederik Augustus I van Saksen heeft in ieder geval op een Spange drieminiaturen met kruisen van zijn drie ridderorden met daarboven kronen gedragen. In de statuten van de Orde van de Kroon van Wijnruit en de Orde van Burgerlijke Verdienste was daarin niet voorzien. Van de Orde van Burgerlijke Verdienste is een kruis met een grote onbewegelijk bevestigde holle beugelkroon bewaard gebleven.
- De dragers mochten hun wapen versieren met een heraldisch pronkstuk in de vorm van de onderscheiding. De Grootkruisen mochten hun wapenschild op het kruis leggen, commandeurs hingen het lint het het kruis om het wapenschild en de ridders mochten hun kleine kruis aan het lint onder het schild laten uitkomen.

Veel van de versierselen in Saksische en Duitse historische verzamelingen zijn in de laatste dagen van de Tweede Wereldoorlog verloren gegaan. Dat geldt men name voor die van de Saksische koningen en prinsen. De Spange van Grootmeester Frederik Augustus I van Saksen en de bijzondere ster en het grootkruis van Prins Johan George van Saksen zijn sinds 1945 zoek.